# Lista de governantes mulheres

Mulher chefe de governo
Mulher chefe de Estado
Mulher chefe de Estado e de governo

Esse artigo apresenta uma lista de mulheres governantes que ocuparam o cargo de chefe de Estado ou de governo em Estados soberanos. Essa lista não inclui monarcas (as governadoras-gerais dos reinos da Commonwealth estão inclusas), chefes de nações não reconhecidas (com exceção de Kosovo e Taiwan) ou governantes em exílio e nem governantes que faleceram antes de tomar posse.

## África
Governante incumbente
     Governante interina
| Governante                  | Governante           | Estado                         | Cargo político              | Início do mandato       | Fim do mandato           | Duração do mandato         |
| --------------------------- | -------------------- | ------------------------------ | --------------------------- | ----------------------- | ------------------------ | -------------------------- |
| Sylvie Kinigi               |                      | Burundi                        | Primeira-ministra           | 10 de julho de 1993     | 27 de outubro de 1993    | 3 meses e 17 dias          |
| Sylvie Kinigi               | Presidente interina  | Burundi                        | 27 de outubro de 1993       | 5 de fevereiro de 1994  | 3 meses e 9 dias         |                            |
| Elisabeth Domitien          |                      | República Centro-Africana      | Primeira-ministra           | 2 de janeiro de 1975    | 7 de abril de 1976       | 1 ano, 3 meses e 5 dias    |
| Catherine Samba-Panza       |                      | República Centro-Africana      | Presidente interina         | 23 de janeiro de 2014   | 30 de março de 2016      | 2 anos, 2 meses e 7 dias   |
| Judith Suminwa              |                      | República Democrática do Congo | Primeira-ministra           | 12 de junho de 2024     | Incumbente               | 1 ano, 1 mês e 7 dias      |
| Sahle-Work Zewde            |                      | Etiópia                        | Presidente                  | 25 de outubro de 2018   | 7 de outubro de 2024     | 5 anos, 11 meses e 12 dias |
| Rose Francine Rogembé       |                      | Gabão                          | Presidente interina         | 10 de junho de 2009     | 16 de outubro de 2009    | 4 meses e 6 dias           |
| Rose Christiane Raponda     |                      | Gabão                          | Primeira-ministra           | 16 de julho de 2020     | 9 de janeiro de 2023     | 2 anos, 5 meses e 24 dias  |
| Carmen Pereira              |                      | Guiné-Bissau                   | Presidente interina         | 14 de maio de 1984      | 16 de maio de 1984       | 2 dias                     |
| Adiato Djaló Nandigna       |                      | Guiné-Bissau                   | Primeira-ministra interina  | 10 de fevereiro de 2012 | 12 de abril de 2012      | 2 meses e 2 dias           |
| Ruth Perry                  |                      | Libéria                        | Chefe do Conselho de Estado | 3 de setembro de 1996   | 2 de agosto de 1997      | 10 meses e 30 dias         |
| Ellen Johnson Sirleaf       |                      | Libéria                        | Presidente                  | 16 de janeiro de 2006   | 22 de janeiro de 2018    | 12 anos e 6 dias           |
| Cécile Manorohanta          |                      | Madagáscar                     | Primeira-ministra interina  | 18 de dezembro de 2009  | 20 de dezembro de 2009   | 2 dias                     |
| Joyce Banda                 |                      | Malawi                         | Presidente                  | 7 de abril de 2012      | 31 de maio de 2014       | 2 anos, 1 mês e 24 dias    |
| Cissé Mariam Kaïdama Sidibé |                      | Mali                           | Primeira-ministra           | 3 de abril de 2011      | 22 de março de 2012      | 11 meses e 19 dias         |
| Monique Ohsan Bellepeau     |                      | Ilhas Maurícias                | Presidente interina         | 31 de março de 2012     | 21 de julho de 2012      | 3 meses e 20 dias          |
| Monique Ohsan Bellepeau     | 29 de maio de 2015   | Ilhas Maurícias                | Presidente interina         | 5 de junho de 2015      | 7 dias                   |                            |
| Ameenah Gurib               |                      | Ilhas Maurícias                | Presidente                  | 5 de junho de 2015      | 23 de março de 2018      | 2 anos, 9 meses e 18 dias  |
| Luísa Diogo                 |                      | Moçambique                     | Primeira-ministra           | 17 de fevereiro de 2004 | 16 de janeiro de 2010    | 5 anos, 10 meses e 30 dias |
| Maria Benvinda Levy         |                      | Moçambique                     | Primeira-ministra           | 15 de janeiro de 2025   | Incumbente               | 6 meses e 4 dias           |
| Saara Kuugongelwa           |                      | Namíbia                        | Primeira-ministra           | 21 de março de 2015     | 21 de março de 2025      | 10 anos                    |
| Netumbo Nandi-Ndaitwah      |                      | Namíbia                        | Presidente                  | 21 de março de 2025     | Incumbente               | 3 meses e 28 dias          |
| Agathe Uwilingiyimana       |                      | Ruanda                         | Primeira-ministra           | 18 de julho de 1993     | 7 de abril de 1994       | 8 meses e 20 dias          |
| Maria das Neves             |                      | São Tomé e Príncipe            | Primeira-ministra           | 3 de outubro de 2002    | 18 de setembro de 2004   | 1 ano, 11 meses e 15 dias  |
| Maria do Carmo Silveira     |                      | São Tomé e Príncipe            | Primeira-ministra           | 8 de junho de 2005      | 21 de abril de 2006      | 10 meses e 13 dias         |
| Ilza Amado Vaz              |                      | São Tomé e Príncipe            | Primeira-ministra           | 9 de janeiro de 2025    | 12 de janeiro de 2025    | 3 dias                     |
| Mame Madior Boye            |                      | Senegal                        | Primeira-ministra           | 3 de março de 2001      | 4 de novembro de 2002    | 1 ano, 8 meses e 1 dia     |
| Aminata Touré               |                      | Senegal                        | Primeira-ministra           | 1 de setembro de 2013   | 8 de julho de 2014       | 10 meses e 7 dias          |
| Aisha Musa el-Said          |                      | Sudão                          | Membro do Conselho Soberano | 21 de agosto de 2019    | 12 de maio de 2021       | 1 ano, 8 meses e 21 dias   |
| Raja Nicola                 |                      | Sudão                          | Membro do Conselho Soberano | 11 de novembro de 2021  | Incumbente               | 3 anos, 8 meses e 8 dias   |
| Raja Nicola                 | 21 de agosto de 2019 | Sudão                          | Membro do Conselho Soberano | 25 de outubro de 2021   | 2 anos, 2 meses e 4 dias |                            |
| Samia Suluhu                |                      | Tanzânia                       | Presidente                  | 19 de março de 2021     | Incumbente               | 4 anos e 4 meses           |
| Victoire Tomegah Dogbé      |                      | Togo                           | Primeira-ministra           | 28 de setembro de 2020  | 3 de maio de 2025        | 4 anos, 7 meses e 5 dias   |
| Najla Bouden Romdhane       |                      | Tunísia                        | Primeira-ministra           | 11 de outubro de 2021   | 2 de agosto de 2023      | 1 ano, 9 meses e 22 dias   |
| Sara Zaafarani              |                      | Tunísia                        | Primeira-ministra           | 21 de março de 2025     | Incumbente               | 3 meses e 28 dias          |
| Robinah Nabbanja            |                      | Uganda                         | Primeira-ministra           | 21 de junho de 2021     | Incumbente               | 4 anos e 28 dias           |

## América
Governante incumbente
     Governante interina
| Governante                     | Governante                 | Estado                   | Cargo político                      | Início do mandato       | Fim do mandato             | Duração do mandato          |
| ------------------------------ | -------------------------- | ------------------------ | ----------------------------------- | ----------------------- | -------------------------- | --------------------------- |
| Louise Lake-Tack               |                            | Antígua e Barbuda        | Governadora-geral                   | 17 de julho de 2007     | 14 de agosto de 2014       | 7 anos e 28 dias            |
| Isabelita Perón                |                            | Argentina                | Presidente                          | 1 de julho de 1974      | 24 de março de 1976        | 1 ano, 8 meses e 23 dias    |
| Cristina Fernández de Kirchner |                            | Argentina                | Presidente                          | 10 de dezembro de 2007  | 10 de dezembro de 2015     | 8 anos                      |
| Doris Sands Johnson            |                            | Bahamas                  | Governadora-geral interina          | 22 de janeiro de 1979   | 22 de janeiro de 1979      | Algumas horas               |
| Ivy Dumont                     |                            | Bahamas                  | Governadora-geral                   | 13 de novembro de 2000  | 30 de novembro de 2005     | 5 anos e 17 dias            |
| Marguerite Pindling            |                            | Bahamas                  | Governadora-geral                   | 8 de julho de 2014      | 28 de junho de 2019        | 4 anos, 11 meses e 20 dias  |
| Cynthia A. Pratt               |                            | Bahamas                  | Governadora-geral                   | 1 de setembro de 2023   | Incumbente                 | 1 ano, 10 meses e 18 dias   |
| Nita Barrow                    |                            | Barbados                 | Governadora-geral                   | 6 de junho de 1990      | 19 de dezembro de 1995     | 5 anos, 7 meses e 14 dias   |
| Sandra Mason                   |                            | Barbados                 | Presidente                          | 30 de novembro de 2021  | Incumbente                 | 3 anos, 7 meses e 19 dias   |
| Sandra Mason                   | Governadora-geral          | Barbados                 | 8 de janeiro de 2018                | 30 de novembro de 2021  | 3 anos, 10 meses e 22 dias |                             |
| Sandra Mason                   | Governadora-geral interina | Barbados                 | 30 de maio de 2012                  | 1 de junho de 2012      | 2 dias                     |                             |
| Mia Mottley                    |                            | Barbados                 | Primeira-ministra                   | 25 de maio de 2018      | Incumbente                 | 7 anos, 1 mês e 24 dias     |
| Elmira Minita Gordon           |                            | Belize                   | Governadora-geral                   | 21 de setembro de 1981  | 17 de novembro de 1993     | 12 anos, 1 mês e 27 dias    |
| Froyla Tzalam                  |                            | Belize                   | Governadora-geral                   | 27 de maio de 2021      | Incumbente                 | 4 anos, 1 mês e 22 dias     |
| Lidia Gueiler Tejada           |                            | Bolívia                  | Presidente interina                 | 16 de novembro de 1979  | 17 de julho de 1980        | 8 meses e 1 dia             |
| Jeanine Áñez                   |                            | Bolívia                  | Presidente interina                 | 12 de novembro de 2019  | 8 de novembro de 2020      | 11 meses e 27 dias          |
| Dilma Rousseff                 |                            | Brasil                   | Presidente                          | 1 de janeiro de 2011    | 31 de agosto de 2016       | 5 anos, 7 meses e 30 dias   |
| Jeanne Sauvé                   |                            | Canadá                   | Governadora-geral                   | 14 de maio de 1984      | 29 de janeiro de 1990      | 5 anos, 8 meses e 15 dias   |
| Kim Campbell                   |                            | Canadá                   | Primeira-ministra                   | 25 de junho de 1993     | 4 de novembro de 1993      | 4 meses e 10 dias           |
| Adrienne Clarkson              |                            | Canadá                   | Governadora-geral                   | 7 de outubro de 1999    | 27 de setembro de 2005     | 5 anos, 11 meses e 20 dias  |
| Michaëlle Jean                 |                            | Canadá                   | Governadora-geral                   | 27 de setembro de 2005  | 1 de outubro de 2010       | 5 anos e 4 dias             |
| Julie Payette                  |                            | Canadá                   | Governadora-geral                   | 2 de outubro de 2017    | 23 de janeiro de 2021      | 3 anos, 3 meses e 21 dias   |
| Mary Simon                     |                            | Canadá                   | Governadora-geral                   | 21 de julho de 2021     | Incumbente                 | 3 anos, 11 meses e 28 dias  |
| Michelle Bachelet              |                            | Chile                    | Presidente                          | 11 de março de 2006     | 11 de março de 2010        | 4 anos                      |
| Michelle Bachelet              | 11 de março de 2014        | Chile                    | Presidente                          | 11 de março de 2018     | 4 anos                     |                             |
| Laura Chinchilla               |                            | Costa Rica               | Presidente                          | 8 de maio de 2010       | 8 de maio de 2014          | 4 anos                      |
| Eugenia Charles                |                            | Dominica                 | Primeira-ministra                   | 21 de julho de 1980     | 14 de junho de 1995        | 14 anos, 10 meses e 24 dias |
| Sylvanie Burton                |                            | Dominica                 | Presidente                          | 2 de outubro de 2023    | Incumbente                 | 1 ano, 9 meses e 17 dias    |
| Claudia Rodríguez de Guevara   |                            | El Salvador              | Presidente interina                 | 1 de dezembro de 2023   | 1 de junho de 2024         | 6 meses                     |
| Rosalía Arteaga                |                            | Equador                  | Presidente interina                 | 9 de fevereiro de 1997  | 11 de fevereiro de 1997    | 2 dias                      |
| Cécile La Grenade              |                            | Granada                  | Governadora-geral                   | 7 de maio de 2013       | Incumbente                 | 12 anos, 2 meses e 12 dias  |
| Janet Jagan                    |                            | Guiana                   | Primeira-ministra                   | 17 de março de 1997     | 19 de dezembro de 1997     | 9 meses e 2 dias            |
| Janet Jagan                    | Presidente                 | Guiana                   | 19 de dezembro de 1997              | 11 de agosto de 1999    | 1 ano, 7 meses e 23 dias   |                             |
| Ertha Pascal-Trouillot         |                            | Haiti                    | Presidente interina                 | 13 de março de 1990     | 7 de fevereiro de 1991     | 10 meses e 25 dias          |
| Claudette Werleigh             |                            | Haiti                    | Primeira-ministra                   | 7 de novembro de 1995   | 27 de fevereiro de 1996    | 3 meses e 20 dias           |
| Michèle Pierre-Louis           |                            | Haiti                    | Primeira-ministra                   | 5 de setembro de 2008   | 11 de novembro de 2009     | 1 ano, 2 meses e 6 dias     |
| Florence Duperval Guillaume    |                            | Haiti                    | Primeira-ministra interina          | 20 de dezembro de 2014  | 16 de janeiro de 2015      | 27 dias                     |
| Xiomara Castro                 |                            | Honduras                 | Presidente                          | 27 de janeiro de 2022   | Incumbente                 | 3 anos, 5 meses e 22 dias   |
| Portia Simpson-Miller          |                            | Jamaica                  | Primeira-ministra                   | 30 de março de 2006     | 11 de setembro de 2007     | 1 ano, 5 meses e 12 dias    |
| Portia Simpson-Miller          | 5 de janeiro de 2012       | Jamaica                  | Primeira-ministra                   | 3 de março de 2016      | 4 anos, 1 mês e 27 dias    |                             |
| Violeta Chamorro               |                            | Nicarágua                | Membro da Junta Provisória          | 18 de julho de 1979     | 19 de abril de 1980        | 9 meses e 1 dia             |
| Violeta Chamorro               | Presidente                 | Nicarágua                | 25 de abril de 1990                 | 10 de janeiro de 1997   | 6 anos, 8 meses e 16 dias  |                             |
| Rosario Murillo                |                            | Nicarágua                | Co-presidente                       | 18 de fevereiro de 2025 | Incumbente                 | 5 meses e 1 dia             |
| Claudia Sheinbaum              |                            | México                   | Presidente                          | 1 de outubro de 2024    | Incumbente                 | 9 meses e 18 dias           |
| Mireya Moscoso                 |                            | Panamá                   | Presidente                          | 1 de setembro de 1999   | 1 de setembro de 2004      | 5 anos                      |
| Beatriz Merino                 |                            | Peru                     | Presidente do Conselho de Ministros | 23 de junho de 2003     | 15 de dezembro de 2003     | 5 meses e 17 dias           |
| Rosário Fernández              |                            | Peru                     | Presidente do Conselho de Ministros | 19 de março de 2011     | 28 de julho de 2011        | 4 meses e 15 dias           |
| Ana Jara                       |                            | Peru                     | Presidente do Conselho de Ministros | 22 de julho de 2014     | 2 de abril de 2015         | 8 meses e 11 dias           |
| Mercedes Aráoz                 |                            | Peru                     | Presidente do Conselho de Ministros | 17 de setembro de 2017  | 2 de abril de 2018         | 6 meses e 16 dias           |
| Violeta Bermúdez               |                            | Peru                     | Presidente do Conselho de Ministros | 18 de novembro de 2020  | 28 de julho de 2021        | 8 meses e 10 dias           |
| Mirtha Vásquez                 |                            | Peru                     | Presidente do Conselho de Ministros | 6 de outubro de 2021    | 31 de janeiro de 2022      | 3 meses e 25 dias           |
| Dina Boluarte                  |                            | Peru                     | Presidente                          | 7 de dezembro de 2022   | Incumbente                 | 2 anos, 7 meses e 12 dias   |
| Pearlette Louisy               |                            | Santa Lúcia              | Governadora-geral                   | 17 de setembro de 1997  | 31 de dezembro de 2017     | 20 anos, 3 meses e 14 dias  |
| Marcella Liburd                |                            | São Cristóvão e Neves    | Governadora-geral                   | 1 de janeiro de 2023    | Incumbente                 | 2 anos, 6 meses e 18 dias   |
| Monica Dacon                   |                            | São Vicente e Granadinas | Governadora-geral interina          | 3 de junho de 2002      | 2 de setembro de 2002      | 2 meses e 30 dias           |
| Susan Dougan                   |                            | São Vicente e Granadinas | Governadora-geral                   | 1 de agosto de 2019     | Incumbente                 | 5 anos, 11 meses e 18 dias  |
| Jennifer Simons                |                            | Suriname                 | Presidente                          | 16 de julho de 2025     | Incumbente                 | 3 dias                      |
| Kamla Persad-Bissessar         |                            | Trinidad e Tobago        | Primeira-ministra                   | 1 de maio de 2025       | Incumbente                 | 2 meses e 18 dias           |
| Kamla Persad-Bissessar         | 26 de maio de 2010         | Trinidad e Tobago        | Primeira-ministra                   | 9 de setembro de 2015   | 5 anos, 3 meses e 14 dias  |                             |
| Paula-Mae Weekes               |                            | Trinidad e Tobago        | Presidente                          | 19 de março de 2018     | 20 de março de 2023        | 5 anos e 1 dia              |
| Christine Kangaloo             |                            | Trinidad e Tobago        | Presidente                          | 20 de março de 2023     | Incumbente                 | 2 anos, 3 meses e 29 dias   |

## Ásia
Governante incumbente
     Governante interina
| Governante              | Governante            | Estado                 | Cargo político             | Início do mandato       | Fim do mandato             | Duração do mandato         |
| ----------------------- | --------------------- | ---------------------- | -------------------------- | ----------------------- | -------------------------- | -------------------------- |
| Khaleda Zia             |                       | Bangladesh             | Primeira-ministra          | 27 de fevereiro de 1991 | 30 de março de 1996        | 5 anos, 1 mês e 3 dias     |
| Khaleda Zia             | 1 de outubro de 2001  | Bangladesh             | Primeira-ministra          | 29 de outubro de 2006   | 5 anos e 28 dias           |                            |
| Sheikh Hasina           |                       | Bangladesh             | Primeira-ministra          | 12 de junho de 1996     | 15 de julho de 2001        | 5 anos, 1 mês e 3 dias     |
| Sheikh Hasina           | 6 de janeiro de 2009  | Bangladesh             | Primeira-ministra          | 5 de agosto de 2024     | 15 anos, 6 meses e 30 dias |                            |
| Sirimavo Bandaranaike   |                       | Ceilão                 | Primeira-ministra          | 21 de julho de 1960     | 25 de março de 1965        | 4 anos, 8 meses e 4 dias   |
| Sirimavo Bandaranaike   | 29 de maio de 1970    | Ceilão                 | Primeira-ministra          | 22 de maio de 1972      | 1 ano, 11 meses e 23 dias  |                            |
| Sirimavo Bandaranaike   | Sri Lanka             | 22 de maio de 1972     | Primeira-ministra          | 23 de julho de 1977     | 5 anos, 2 meses e 1 dia    |                            |
| Sirimavo Bandaranaike   | Sri Lanka             | 14 de novembro de 1994 | Primeira-ministra          | 10 de agosto de 2000    | 5 anos, 8 meses e 27 dias  |                            |
| Song Qingling           |                       | China                  | Presidente interina        | 31 de outubro de 1968   | 24 de fevereiro de 1972    | 3 anos, 3 meses e 24 dias  |
| Song Qingling           | Presidente interina   | China                  | 6 de julho de 1976         | 5 de março de 1978      | 1 ano, 7 meses e 27 dias   |                            |
| Song Qingling           | Presidente honorária  | China                  | 16 de maio de 1981         | 29 de maio de 1981      | 13 dias                    |                            |
| Chang Sang              |                       | Coreia do Sul          | Primeira-ministra interina | 11 de julho de 2002     | 31 de julho de 2002        | 20 dias                    |
| Han Myeong-sook         |                       | Coreia do Sul          | Primeira-ministra          | 19 de abril de 2006     | 7 de março de 2007         | 10 meses e 16 dias         |
| Park Geun-hye           |                       | Coreia do Sul          | Presidente                 | 25 de fevereiro de 2013 | 10 de março de 2017        | 4 anos e 13 dias           |
| Corazon Aquino          |                       | Filipinas              | Presidente                 | 25 de fevereiro de 1986 | 30 de junho de 1992        | 6 anos, 4 meses e 5 dias   |
| Gloria Macapagal-Arroyo |                       | Filipinas              | Presidente                 | 20 de janeiro de 2001   | 30 de junho de 2010        | 9 anos, 5 meses e 10 dias  |
| Indira Gandhi           |                       | Índia                  | Primeira-ministra          | 24 de janeiro de 1966   | 24 de abril de 1977        | 11 anos e 3 meses          |
| Indira Gandhi           | 15 de janeiro de 1980 | Índia                  | Primeira-ministra          | 31 de outubro de 1984   | 4 anos, 9 meses e 16 dias  |                            |
| Pratibha Patil          |                       | Índia                  | Presidente                 | 25 de julho de 2007     | 25 de julho de 2012        | 5 anos                     |
| Draupadi Murmu          |                       | Índia                  | Presidente                 | 25 de julho de 2022     | Incumbente                 | 2 anos, 11 meses e 24 dias |
| Megawati Sukarnoputri   |                       | Indonésia              | Presidente                 | 23 de julho de 2001     | 20 de outubro de 2004      | 3 anos, 2 meses e 27 dias  |
| Golda Meir              |                       | Israel                 | Primeira-ministra          | 17 de março de 1969     | 3 de junho de 1974         | 5 anos, 2 meses e 17 dias  |
| Dalia Itzik             |                       | Israel                 | Presidente interina        | 25 de janeiro de 2007   | 15 de julho de 2007        | 5 meses e 20 dias          |
| Aung San Suu Kyi        |                       | Myanmar                | Conselheira de Estado      | 6 de abril de 2016      | 1 de fevereiro de 2021     | 4 anos, 9 meses e 26 dias  |
| Sükhbaataryn Yanjmaa    |                       | Mongólia               | Presidente interina        | 23 de setembro de 1953  | 7 de julho de 1954         | 9 meses e 14 dias          |
| Nyam-Osoryn Tuyaa       |                       | Mongólia               | Primeira-ministra interina | 22 de julho de 1999     | 30 de julho de 1999        | 8 dias                     |
| Bidhya Devi Bhandari    |                       | Nepal                  | Presidente                 | 29 de outubro de 2015   | 13 de março de 2023        | 7 anos, 4 meses e 12 dias  |
| Benazir Bhutto          |                       | Paquistão              | Primeira-ministra          | 2 de dezembro de 1988   | 6 de julho de 1990         | 1 ano, 7 meses e 4 dias    |
| Benazir Bhutto          | 19 de outubro de 1993 | Paquistão              | Primeira-ministra          | 5 de novembro de 1996   | 3 anos e 17 dias           |                            |
| Roza Otunbayeva         |                       | Quirguistão            | Presidente                 | 7 de abril de 2010      | 1 de dezembro de 2011      | 1 ano, 7 meses e 24 dias   |
| Halimah Yacob           |                       | Singapura              | Presidente                 | 14 de setembro de 2017  | 14 de setembro de 2023     | 6 anos                     |
| Chandrika Kumaratunga   |                       | Sri Lanka              | Primeira-ministra          | 19 de agosto de 1994    | 12 de novembro de 1994     | 2 meses e 24 dias          |
| Chandrika Kumaratunga   | Presidente            | Sri Lanka              | 12 de novembro de 1994     | 19 de novembro de 2005  | 11 anos e 7 dias           |                            |
| Harini Amarasuriya      |                       | Sri Lanka              | Primeira-ministra          | 24 de setembro de 2024  | Incumbente                 | 9 meses e 25 dias          |
| Yingluck Shinawatra     |                       | Tailândia              | Primeira-ministra          | 3 de julho de 2011      | 7 de maio de 2014          | 2 anos, 10 meses e 4 dias  |
| Paetongtarn Shinawatra  |                       | Tailândia              | Primeira-ministra          | 16 de agosto de 2024    | Incumbente                 | 11 meses e 3 dias          |
| Tsai Ing-wen            |                       | Taiwan                 | Presidente                 | 20 de maio de 2016      | 20 de maio de 2024         | 8 anos                     |
| Tansu Çiller            |                       | Turquia                | Primeira-ministra          | 13 de junho de 1993     | 6 de março de 1996         | 2 anos, 8 meses e 22 dias  |
| Khertek Anchimaa-Toka   |                       | Tuva                   | Presidente                 | 6 de abril de 1940      | 11 de outubro de 1944      | 4 anos, 6 meses e 5 dias   |
| Đặng Thị Ngọc Thịnh     |                       | Vietname               | Presidente interina        | 21 de setembro de 2018  | 23 de outubro de 2018      | 1 mês e 2 dias             |
| Võ Thị Ánh Xuân         |                       | Vietname               | Presidente interina        | 18 de fevereiro de 2023 | 2 de março de 2023         | 12 dias                    |
| Võ Thị Ánh Xuân         | 21 de março de 2024   | Vietname               | Presidente interina        | 22 de maio de 2024      | 2 meses e 1 dia            |                            |

## Europa
Governante incumbente
     Governante interina
     Governante interina incumbente
     Governante em disputa
| Governante           | Governante | Entidade supranacional | Cargo político | Início do mandato     | Fim do mandato | Duração do mandato        |
| -------------------- | ---------- | ---------------------- | -------------- | --------------------- | -------------- | ------------------------- |
| Ursula von der Leyen |            | União Europeia         | Presidente     | 1 de dezembro de 2019 | Incumbente     | 5 anos, 7 meses e 18 dias |

| Governante                     | Governante             | Estado               | Cargo político                                           | Início do mandato       | Fim do mandato             | Duração do mandato          |
| ------------------------------ | ---------------------- | -------------------- | -------------------------------------------------------- | ----------------------- | -------------------------- | --------------------------- |
| Angela Merkel                  |                        | Alemanha             | Chanceler                                                | 22 de novembro de 2005  | 8 de dezembro de 2021      | 19 anos, 7 meses e 27 dias  |
| Sabine Bergmann-Pohl           |                        | Alemanha Oriental    | Presidente interina                                      | 5 de abril de 1990      | 2 de outubro de 1990       | 5 meses e 27 dias           |
| Emmanuelle Mignon              |                        | Andorra              | Representante do copríncipe francês                      | 6 de julho de 2007      | 24 de setembro de 2008     | 1 ano, 2 meses e 18 dias    |
| Sylvie Hubac                   |                        | Andorra              | Representante do copríncipe francês                      | 15 de maio de 2012      | 5 de janeiro de 2015       | 2 anos, 7 meses e 21 dias   |
| Barbara Prammer                |                        | Áustria              | Presidente interina                                      | 6 de julho de 2004      | 8 de julho de 2004         | 2 dias                      |
| Doris Bures                    |                        | Áustria              | Presidente interina                                      | 8 de julho de 2016      | 26 de janeiro de 2017      | 6 meses e 18 dias           |
| Brigitte Bierlein              |                        | Áustria              | Chanceler                                                | 3 de junho de 2019      | 7 de janeiro de 2020       | 7 meses e 4 dias            |
| Sophie Wilmès                  |                        | Bélgica              | Primeira-ministra                                        | 27 de outubro de 2019   | 1 de outubro de 2020       | 11 meses e 4 dias           |
| Biljana Plavšić                |                        | Bósnia e Herzegovina | Presidente                                               | 20 de dezembro de 1990  | 9 de abril de 1992         | 1 ano, 3 meses e 20 dias    |
| Tatjana Ljujić-Mijatović       |                        | Bósnia e Herzegovina | Presidente                                               | 6 de julho de 1992      | 5 de outubro de 1996       | 4 anos, 2 meses e 29 dias   |
| Željka Cvijanović              |                        | Bósnia e Herzegovina | Presidente                                               | 16 de novembro de 2022  | Incumbente                 | 2 anos, 8 meses e 3 dias    |
| Borjana Krišto                 |                        | Bósnia e Herzegovina | Presidente do Conselho de Ministros                      | 25 de janeiro de 2023   | Incumbente                 | 2 anos, 5 meses e 24 dias   |
| Reneta Indzhova                |                        | Bulgária             | Primeira-ministra interina                               | 17 de outubro de 1994   | 25 de janeiro de 1995      | 3 meses e 8 dias            |
| Jadranka Kosor                 |                        | Croácia              | Primeira-ministra                                        | 6 de julho de 2009      | 23 de dezembro de 2011     | 2 anos, 5 meses e 18 dias   |
| Kolinda Grabar-Kitarović       |                        | Croácia              | Presidente                                               | 19 de fevereiro de 2015 | 19 de fevereiro de 2020    | 5 anos                      |
| Helle Thorning-Schmidt         |                        | Dinamarca            | Primeira-ministra                                        | 3 de outubro de 2011    | 28 de junho de 2015        | 3 anos, 8 meses e 25 dias   |
| Mette Frederiksen              |                        | Dinamarca            | Primeira-ministra                                        | 27 de junho de 2019     | Incumbente                 | 6 anos e 22 dias            |
| Iveta Radičová                 |                        | Eslováquia           | Primeira-ministra                                        | 8 de julho de 2010      | 4 de abril de 2012         | 1 ano, 8 meses e 27 dias    |
| Zuzana Čaputová                |                        | Eslováquia           | Presidente                                               | 15 de junho de 2019     | 15 de junho de 2024        | 5 anos                      |
| Alenka Bratušek                |                        | Eslovênia            | Primeira-ministra                                        | 20 de março de 2013     | 18 de setembro de 2014     | 1 ano, 5 meses e 29 dias    |
| Nataša Pirc Musar              |                        | Eslovênia            | Presidente                                               | 23 de dezembro de 2022  | Incumbente                 | 2 anos, 6 meses e 26 dias   |
| Kersti Kaljulaid               |                        | Estónia              | Presidente                                               | 10 de outubro de 2016   | 10 de outubro de 2021      | 5 anos                      |
| Kaja Kallas                    |                        | Estónia              | Primeira-ministra                                        | 26 de janeiro de 2021   | 23 de julho de 2024        | 3 anos, 5 meses e 27 dias   |
| Tarja Halonen                  |                        | Finlândia            | Presidente                                               | 1 de março de 2000      | 1 de março de 2012         | 12 anos                     |
| Anneli Jäätteenmäki            |                        | Finlândia            | Primeira-ministra                                        | 17 de abril de 2003     | 24 de junho de 2003        | 2 meses e 7 dias            |
| Mari Kiviniemi                 |                        | Finlândia            | Primeira-ministra                                        | 22 de junho de 2010     | 22 de junho de 2011        | 1 ano                       |
| Sanna Marin                    |                        | Finlândia            | Primeira-ministra                                        | 10 de dezembro de 2019  | 20 de junho de 2023        | 3 anos, 6 meses e 2 dias    |
| Édith Cresson                  |                        | França               | Primeira-ministra                                        | 15 de maio de 1991      | 2 de abril de 1992         | 10 meses e 18 dias          |
| Élisabeth Borne                |                        | França               | Primeira-ministra                                        | 16 de maio de 2022      | 9 de janeiro de 2024       | 1 ano, 7 meses e 24 dias    |
| Nino Burjanadze                |                        | Geórgia              | Presidente interina                                      | 23 de novembro de 2003  | 25 de janeiro de 2004      | 2 meses e 2 dias            |
| Nino Burjanadze                | 25 de novembro de 2007 | Geórgia              | Presidente interina                                      | 20 de janeiro de 2008   | 1 mês e 26 dias            |                             |
| Salome Zurabishvili            |                        | Geórgia              | Presidente                                               | 16 de dezembro de 2018  | Em disputa                 | 6 anos, 7 meses e 3 dias    |
| Maya Tskitishvili              |                        | Geórgia              | Primeira-ministra interina                               | 18 de fevereiro de 2021 | 22 de fevereiro de 2021    | 4 dias                      |
| Vassiliki Thanou-Christophilou |                        | Grécia               | Primeira-ministra interina                               | 27 de agosto de 2015    | 21 de setembro de 2015     | 25 dias                     |
| Katerina Sakellaropoulou       |                        | Grécia               | Presidente                                               | 13 de março de 2020     | 13 de março de 2025        | 5 anos                      |
| Katalin Novák                  |                        | Hungria              | Presidente                                               | 10 de maio de 2022      | 26 de fevereiro de 2024    | 1 ano, 9 meses e 16 dias    |
| Mary Robinson                  |                        | Irlanda              | Presidente                                               | 3 de dezembro de 1990   | 12 de setembro de 1997     | 6 anos, 9 meses e 9 dias    |
| Mary McAleese                  |                        | Irlanda              | Presidente                                               | 11 de novembro de 1997  | 10 de novembro de 2011     | 13 anos, 11 meses e 30 dias |
| Vigdís Finnbogadóttir          |                        | Islândia             | Presidente                                               | 1 de agosto de 1980     | 31 de julho de 1996        | 15 anos, 11 meses e 30 dias |
| Jóhanna Sigurðardóttir         |                        | Islândia             | Primeira-ministra                                        | 1 de fevereiro de 2009  | 23 de maio de 2013         | 4 anos, 3 meses e 22 dias   |
| Katrín Jakobsdóttir            |                        | Islândia             | Primeira-ministra                                        | 3 de novembro de 2017   | 9 de abril de 2024         | 6 anos, 5 meses e 6 dias    |
| Halla Tómasdóttir              |                        | Islândia             | Presidente                                               | 1 de agosto de 2024     | Incumbente                 | 11 meses e 18 dias          |
| Kristrún Frostadóttir          |                        | Islândia             | Primeira-ministra                                        | 21 de dezembro de 2024  | Incumbente                 | 6 meses e 28 dias           |
| Giorgia Meloni                 |                        | Itália               | Primeira-ministra                                        | 22 de outubro de 2022   | Incumbente                 | 2 anos, 8 meses e 27 dias   |
| Milka Planinc                  |                        | Iugoslávia           | Primeira-ministra                                        | 16 de maio de 1982      | 15 de maio de 1986         | 3 anos, 11 meses e 29 dias  |
| Atifete Jahjaga                |                        | Kosovo               | Presidente                                               | 7 de abril de 2011      | 7 de abril de 2016         | 5 anos                      |
| Vjosa Osmani                   |                        | Kosovo               | Presidente                                               | 4 de abril de 2021      | Incumbente                 | 4 anos, 3 meses e 15 dias   |
| Vjosa Osmani                   | Presidente interina    | Kosovo               | 5 de novembro de 2020                                    | 22 de março de 2021     | 4 meses e 17 dias          |                             |
| Vaira Vīķe-Freiberga           |                        | Letónia              | Presidente                                               | 8 de julho de 1999      | 8 de julho de 2007         | 8 anos                      |
| Laimdota Straujuma             |                        | Letónia              | Primeira-ministra                                        | 22 de janeiro de 2014   | 11 de fevereiro de 2016    | 2 anos e 20 dias            |
| Evika Siliņa                   |                        | Letónia              | Primeira-ministra                                        | 15 de setembro de 2023  | Incumbente                 | 1 ano, 10 meses e 4 dias    |
| Kazimira Prunskienė            |                        | Lituânia             | Primeira-ministra                                        | 17 de março de 1990     | 10 de janeiro de 1991      | 9 meses e 24 dias           |
| Brigitte Haas                  |                        | Liechtenstein        | Chefe do Governo                                         | 10 de abril de 2025     | Incumbente                 | 3 meses e 9 dias            |
| Irena Degutienė                |                        | Lituânia             | Primeira-ministra interina                               | 4 de maio de 1999       | 18 de maio de 1999         | 14 dias                     |
| Irena Degutienė                | 27 de outubro de 1999  | Lituânia             | Primeira-ministra interina                               | 3 de novembro de 1999   | 7 dias                     |                             |
| Dalia Grybauskaitė             |                        | Lituânia             | Presidente                                               | 12 de julho de 2009     | 12 de julho de 2019        | 10 anos                     |
| Ingrida Šimonytė               |                        | Lituânia             | Primeira-ministra                                        | 11 de dezembro de 2020  | 12 de dezembro de 2024     | 4 anos e 1 dia              |
| Radmila Šekerinska             |                        | Macedônia do Norte   | Primeira-ministra interina                               | 12 de maio de 2004      | 12 de junho de 2004        | 1 mês                       |
| Radmila Šekerinska             | 3 de novembro de 2004  | Macedônia do Norte   | Primeira-ministra interina                               | 15 de dezembro de 2004  | 1 mês e 12 dias            |                             |
| Gordana Siljanovska-Davkova    |                        | Macedônia do Norte   | Presidente                                               | 12 de maio de 2024      | Incumbente                 | 1 ano, 2 meses e 7 dias     |
| Agatha Barbara                 |                        | Malta                | Presidente                                               | 15 de fevereiro de 1982 | 15 de fevereiro de 1987    | 5 anos                      |
| Marie Louise Coleiro Preca     |                        | Malta                | Presidente                                               | 4 de abril de 2014      | 4 de abril de 2019         | 5 anos                      |
| Myriam Spiteri Debono          |                        | Malta                | Presidente                                               | 4 de abril de 2024      | Incumbente                 | 1 ano, 3 meses e 15 dias    |
| Zinaida Greceanîi              |                        | Moldávia             | Primeira-ministra                                        | 31 de março de 2008     | 14 de setembro de 2009     | 1 ano, 5 meses e 14 dias    |
| Natalia Gherman                |                        | Moldávia             | Primeira-ministra interina                               | 22 de junho de 2015     | 30 de julho de 2015        | 1 mês e 8 dias              |
| Maia Sandu                     |                        | Moldávia             | Presidente                                               | 24 de dezembro de 2020  | Incumbente                 | 4 anos, 6 meses e 26 dias   |
| Maia Sandu                     | Primeira-ministra      | Moldávia             | 8 de junho de 2019                                       | 14 de novembro de 2019  | 5 meses e 6 dias           |                             |
| Natalia Gavrilița              |                        | Moldávia             | Primeira-ministra                                        | 6 de agosto de 2021     | 16 de fevereiro de 2023    | 1 ano, 6 meses e 10 dias    |
| Gro Harlem Brundtland          |                        | Noruega              | Primeira-ministra                                        | 4 de fevereiro de 1981  | 14 de outubro de 1981      | 8 meses e 10 dias           |
| Gro Harlem Brundtland          | 9 de maio de 1986      | Noruega              | Primeira-ministra                                        | 16 de outubro de 1989   | 3 anos, 5 meses e 7 dias   |                             |
| Gro Harlem Brundtland          | 3 de novembro de 1990  | Noruega              | Primeira-ministra                                        | 25 de outubro de 1996   | 5 anos, 11 meses e 22 dias |                             |
| Isabelle Berro-Amadeï          |                        | Mónaco               | Ministra de Estado Interina                              | 10 de janeiro de 2025   | Incumbente                 | 6 meses e 9 dias            |
| Erna Solberg                   |                        | Noruega              | Primeira-ministra                                        | 16 de outubro de 2013   | 14 de outubro de 2021      | 7 anos, 11 meses e 28 dias  |
| Hanna Suchocka                 |                        | Polónia              | Primeira-ministra                                        | 8 de julho de 1992      | 26 de outubro de 1993      | 1 ano, 3 meses e 18 dias    |
| Ewa Kopacz                     |                        | Polónia              | Primeira-ministra                                        | 22 de setembro de 2014  | 16 de novembro de 2015     | 1 ano, 1 mês e 25 dias      |
| Beata Szydło                   |                        | Polónia              | Primeira-ministra                                        | 16 de novembro de 2015  | 11 de dezembro de 2017     | 2 anos e 25 dias            |
| Maria de Lourdes Pintasilgo    |                        | Portugal             | Primeira-ministra                                        | 1 de agosto de 1979     | 3 de janeiro de 1980       | 5 meses e 2 dias            |
| Margaret Thatcher              |                        | Reino Unido          | Primeira-ministra                                        | 4 de maio de 1979       | 28 de novembro de 1990     | 11 anos, 6 meses e 24 dias  |
| Theresa May                    |                        | Reino Unido          | Primeira-ministra                                        | 13 de julho de 2016     | 24 de julho de 2019        | 3 anos e 11 dias            |
| Liz Truss                      |                        | Reino Unido          | Primeira-ministra                                        | 6 de setembro de 2022   | 25 de outubro de 2022      | 1 mês e 19 dias             |
| Viorica Dăncilă                |                        | Roménia              | Primeira-ministra                                        | 29 de janeiro de 2018   | 4 de novembro de 2019      | 1 ano, 9 meses e 6 dias     |
| Maria Lea Pedini-Angelini      |                        | San Marino           | Capitã-regente                                           | 1 de abril de 1981      | 1 de outubro de 1981       | 6 meses                     |
| Gloriana Ranocchini            | San Marino             | Capitã-regente       | 1 de abril de 1984                                       | 1 de outubro de 1984    | 6 meses                    |                             |
| Gloriana Ranocchini            | San Marino             | Capitã-regente       | 1 de outubro de 1989                                     | 1 de abril de 1990      | 6 meses                    |                             |
| Edda Ceccoli                   | San Marino             | Capitã-regente       | 1 de outubro de 1991                                     | 1 de abril de 1992      | 6 meses                    |                             |
| Patrizia Busignani             | San Marino             | Capitã-regente       | 1 de abril de 1993                                       | 1 de outubro de 1993    | 6 meses                    |                             |
| Rosa Zafferani                 | San Marino             | Capitã-regente       | 1 de abril de 1999                                       | 1 de outubro de 1999    | 6 meses                    |                             |
| Rosa Zafferani                 | San Marino             | Capitã-regente       | 1 de abril de 2008                                       | 1 de outubro de 2008    | 6 meses                    |                             |
| Maria Domenica Michelotti      | San Marino             | Capitã-regente       | 1 de abril de 2000                                       | 1 de outubro de 2000    | 6 meses                    |                             |
| Valeria Ciavatta               |                        | San Marino           | Capitã-regente                                           | 1 de outubro de 2003    | 1 de abril de 2004         | 6 meses                     |
| Valeria Ciavatta               | 1 de abril de 2014     | San Marino           | Capitã-regente                                           | 1 de outubro de 2014    | 6 meses                    |                             |
| Fausta Morganti                |                        | San Marino           | Capitã-regente                                           | 1 de abril de 2005      | 1 de outubro de 2005       | 6 meses                     |
| Assunta Meloni                 | San Marino             | Capitã-regente       | 1 de outubro de 2008                                     | 1 de abril de 2009      | 6 meses                    |                             |
| Maria Luisa Berti              | San Marino             | Capitã-regente       | 1 de abril de 2011                                       | 1 de outubro de 2011    | 6 meses                    |                             |
| Maria Luisa Berti              | San Marino             | Capitã-regente       | 1 de outubro de 2022                                     | 1 de abril de 2023      | 6 meses                    |                             |
| Denise Bronzetti               | San Marino             | Capitã-regente       | 1 de abril de 2025                                       | Incumbente              | 3 meses e 18 dias          |                             |
| Denise Bronzetti               | San Marino             | Capitã-regente       | 1 de outubro de 2012                                     | 1 de abril de 2013      | 6 meses                    |                             |
| Antonella Mularoni             |                        | San Marino           | Capitã-regente                                           | 1 de abril de 2013      | 1 de outubro de 2013       | 6 meses                     |
| Anna Maria Muccioli            |                        | San Marino           | Capitã-regente                                           | 1 de outubro de 2013    | 1 de abril de 2014         | 6 meses                     |
| Lorella Stefanelli             | San Marino             | Capitã-regente       | 1 de outubro de 2015                                     | 1 de abril de 2016      | 6 meses                    |                             |
| Mimma Zavoli                   | San Marino             | Capitã-regente       | 1 de abril de 2017                                       | 1 de outubro de 2017    | 6 meses                    |                             |
| Vanessa D'Ambrosio             | San Marino             | Capitã-regente       | 1 de abril de 2017                                       | 1 de outubro de 2017    | 6 meses                    |                             |
| Mariella Mularoni              |                        | San Marino           | Capitã-regente                                           | 1 de outubro de 2019    | 1 de abril de 2020         | 6 meses                     |
| Grazia Zafferani               |                        | San Marino           | Capitã-regente                                           | 1 de abril de 2020      | 1 de outubro de 2020       | 6 meses                     |
| Adele Tonnini                  |                        | San Marino           | Capitã-regente                                           | 1 de abril de 2023      | 1 de outubro de 2023       | 6 meses                     |
| Milena Gasperoni               |                        | San Marino           | Capitã-regente                                           | 1 de abril de 2024      | 1 de outubro de 2024       | 6 meses                     |
| Francesca Civerchia            | San Marino             | Capitã-regente       | 1 de outubro de 2024                                     | 1 de abril de 2025      | 6 meses                    |                             |
| Slavica Ðukić Dejanović        |                        | Sérvia               | Presidente interina                                      | 5 de abril de 2012      | 31 de maio de 2012         | 1 mês e 26 dias             |
| Magdalena Andersson            |                        | Suécia               | Primeira-ministra                                        | 30 de novembro de 2021  | 18 de outubro de 2022      | 10 meses e 18 dias          |
| Ana Brnabić                    |                        | Sérvia               | Primeira-ministra                                        | 29 de junho de 2017     | 20 de março de 2024        | 6 anos, 8 meses e 20 dias   |
| Elisabeth Kopp                 |                        | Suíça                | Membro do Conselho Federal                               | 21 de outubro de 1984   | 12 de janeiro de 1989      | 4 anos, 2 meses e 22 dias   |
| Ruth Dreifuss                  |                        | Suíça                | Membro do Conselho Federal                               | 1 de abril de 1993      | 31 de dezembro de 2002     | 9 anos, 8 meses e 30 dias   |
| Ruth Metzler                   |                        | Suíça                | Membro do Conselho Federal                               | 1 de janeiro de 1999    | 31 de dezembro de 2003     | 4 anos, 11 meses e 30 dias  |
| Micheline Calmy-Rey            |                        | Suíça                | Membro do Conselho Federal                               | 1 de janeiro de 2003    | 31 de dezembro de 2011     | 8 anos, 11 meses e 30 dias  |
| Doris Leuthard                 |                        | Suíça                | Membro do Conselho Federal                               | 1 de agosto de 2006     | 31 de dezembro de 2018     | 12 anos, 4 meses e 30 dias  |
| Eveline Widmer-Schlumpf        |                        | Suíça                | Membro do Conselho Federal                               | 1 de janeiro de 2008    | 31 de dezembro de 2015     | 7 anos, 11 meses e 30 dias  |
| Simonetta Sommaruga            |                        | Suíça                | Membro do Conselho Federal                               | 1 de novembro de 2010   | 31 de dezembro de 2022     | 12 anos, 1 mês e 30 dias    |
| Karin Keller-Sutter            |                        | Suíça                | Membro do Conselho Federal                               | 1 de janeiro de 2019    | Incumbente                 | 6 anos, 6 meses e 18 dias   |
| Viola Amherd                   |                        | Suíça                | Membro do Conselho Federal                               | 1 de janeiro de 2019    | 31 de março de 2025        | 6 anos, 2 meses e 30 dias   |
| Élisabeth Baume-Schneider      |                        | Suíça                | Membro do Conselho Federal                               | 1 de janeiro de 2023    | Incumbente                 | 2 anos, 6 meses e 18 dias   |
| Yulia Tymoshenko               |                        | Ucrânia              | Primeira-ministra                                        | 24 de janeiro de 2005   | 6 de setembro de 2005      | 7 meses e 12 dias           |
| Yulia Tymoshenko               | 18 de dezembro de 2007 | Ucrânia              | Primeira-ministra                                        | 3 de março de 2010      | 2 anos, 2 meses e 13 dias  |                             |
| Yulia Svyrydenko               |                        | Ucrânia              | Primeira-ministra                                        | 17 de julho de 2025     | Incumbente                 | 2 dias                      |
| Raffaella Petrini              |                        | Vaticano             | Presidente da Pontifícia Comissão/ Presidente do Governo | 1 de março de 2025      | Incumbente                 | 4 meses e 18 dias           |

## Oceania
Governante incumbente
     Governante interina
| Governante        | Governante            | Estado         | Cargo político             | Início do mandato      | Fim do mandato             | Duração do mandato         |
| ----------------- | --------------------- | -------------- | -------------------------- | ---------------------- | -------------------------- | -------------------------- |
| Quentin Bryce     |                       | Austrália      | Governadora-geral          | 5 de setembro de 2008  | 28 de março de 2014        | 5 anos, 6 meses e 23 dias  |
| Julia Gillard     |                       | Austrália      | Primeira-ministra          | 24 de junho de 2010    | 27 de junho de 2013        | 3 anos e 3 dias            |
| Sam Mostyn        |                       | Austrália      | Governadora-geral          | 1 de julho de 2024     | Incumbente                 | 1 ano e 18 dias            |
| Hilda Heine       |                       | Ilhas Marshall | Presidente                 | 3 de janeiro de 2024   | Incumbente                 | 1 ano, 6 meses e 16 dias   |
| Hilda Heine       | 28 de janeiro de 2016 | Ilhas Marshall | Presidente                 | 14 de janeiro de 2020  | 3 anos, 11 meses e 17 dias |                            |
| Catherine Tizard  |                       | Nova Zelândia  | Governadora-geral          | 12 de dezembro de 1990 | 3 de março de 1996         | 5 anos, 2 meses e 20 dias  |
| Jenny Shipley     |                       | Nova Zelândia  | Primeira-ministra          | 5 de dezembro de 1997  | 5 de dezembro de 1999      | 2 anos                     |
| Helen Clark       |                       | Nova Zelândia  | Primeira-ministra          | 5 de dezembro de 1999  | 19 de novembro de 2008     | 8 anos, 11 meses e 14 dias |
| Sian Elias        |                       | Nova Zelândia  | Governadora-geral interina | 23 de março de 2001    | 4 de abril de 2001         | 12 dias                    |
| Sian Elias        | 4 de agosto de 2006   | Nova Zelândia  | Governadora-geral interina | 23 de agosto de 2006   | 19 dias                    |                            |
| Sian Elias        | 23 de agosto de 2011  | Nova Zelândia  | Governadora-geral interina | 31 de agosto de 2011   | 8 dias                     |                            |
| Sian Elias        | 31 de agosto de 2016  | Nova Zelândia  | Governadora-geral interina | 28 de setembro de 2016 | 28 dias                    |                            |
| Silvia Cartwright |                       | Nova Zelândia  | Governadora-geral          | 4 de abril de 2001     | 4 de agosto de 2006        | 5 anos e 4 meses           |
| Patsy Reddy       |                       | Nova Zelândia  | Governadora-geral          | 28 de setembro de 2016 | 28 de setembro de 2021     | 5 anos                     |
| Helen Winkelmann  |                       | Nova Zelândia  | Governadora-geral interina | 28 de setembro de 2021 | 21 de outubro de 2021      | 23 dias                    |
| Cindy Kiro        |                       | Nova Zelândia  | Governadora-geral          | 21 de outubro de 2021  | Incumbente                 | 3 anos, 8 meses e 28 dias  |
| Jacinda Ardern    |                       | Nova Zelândia  | Primeira-ministra          | 26 de outubro de 2017  | 25 de janeiro de 2023      | 5 anos e 3 meses           |
| Naomi Mataʻafa    |                       | Samoa          | Primeira-ministra          | 24 de maio de 2021     | Incumbente                 | 4 anos, 1 mês e 25 dias    |
| Teniku Talesi     |                       | Tuvalu         | Governadora-geral interina | 22 de agosto de 2019   | janeiro de 2021            | 1 ano, 4 meses e 28 dias   |